# Transportnytt
Transportnytt är ett månadsmagasin om transport, logistik och materialhantering. Tidningen grundades 1958, och ges ut av Transport-Nytt Förlags AB som ingår i Verkstadstidningens Förlag, Solna. ISSN 0041-1523.
Tidningen kommer ut 10 gånger om året och ger dessutom ut specialutgåvorna Truck- och lagerhandboken och Transportbilsguiden.
Upplagan är 7  000 exemplar. Enligt Sifo Orvesto Näringsliv 2009 har ett normalnummer 19 000 läsare. 4 000 av läsarna uppger att de är transportchefer, lager- och logistikchefer eller logistiker. 2 000 läsare uppger att de har en vd-befattning.
Tidningen grundare och chefredaktör under många år var CG Hillerström. Nuvarande chefredaktör är Mats Udikas. Vd för Transport-Nytt Förlags AB är Malin Jerre.